# Nemzetközi mester
A Nemzetközi mester egy olyan kitüntető cím, amit a Nemzetközi Sakkszövetség (FIDE) adományoz sakkversenyeken elért eredményeik alapján kiváló sakkozóknak. 1950-ben vezették be, férfiak és nők ugyanúgy megkaphatják. A cím egy életre szól. Szokásos rövidítése: IM (International Master). A nemzetközi mester címnél alacsonyabb a FIDE-mester, illetve magasabb a nagymester cím.

## A cím megszerzésének feltételei
A 2013. július 1. óta érvényben levő FIDE szabályzat szerint nemzetközi mesteri címet az szerezhet, aki olyan versenyen indul, amelyen a résztvevők legalább harmada (de minimum 3 fő) nemzetközi mesteri vagy nemzetközi nagymesteri címmel rendelkezik, az ellenfelek Élő-értékszám átlaga legalább 2230, de a legalacsonyabb értékszámú ellenfél Élő-pontszáma nem lehet alacsonyabb 2030-nál; és a címszerző az elért eredményével legalább 2400 Élő-értékszámot ér el. A cím megszerezhető a FIDE által előzetesen jóváhagyott speciális esetekben, valamely verseny 1. helyének megszerzésével, például a 20 éven aluliak világbajnokságai, egyéni kontinensbajnokság, nemzetközösségi játékok.
A címet hivatalosan az kapja meg, aki két vagy több alkalommal legalább 27 játszma figyelembe vételével teljesíti az előírt követelményeket. A nemzetközi mesterek általában 2400-2500 Élő-ponttal rendelkeznek. 2014 áprilisában a FIDE által nyilvántartott legalább nemzeti mester szintű 437263 férfi és női játékosból 3301 személy volt nemzetközi mester, közöttük 84 nő, akik a férfiak között is teljesítették a normát.
A FIDE listán szereplő 8290 magyar játékos közül 2014 áprilisában 109-en rendelkeztek nemzetközi mesteri címmel, közülük 5 nő, akik a férfiak között is teljesítették a normát. 

## Női nemzetközi mesteri cím
A nők számára a címek odaítélése külön történik. A feltételek azonosak a férfiakéval, azzal a különbséggel, hogy a női versenyek eredményei a női Élő-értékszámba számítanak bele. 2014 áprilisában a FIDE által nyilvántartott legalább női nemzeti mester szintű 50187 játékosból 693 nő rendelkezett női nemzetközi mesteri (WIM=Woman International Master) címmel. 
Női nemzetközi mesteri címmel a FIDE listáján szereplő legalább nemzeti mester címmel rendelkező 831 magyar női sakkversenyző közül 15-en rendelkeztek.

## Levelezési nemzetközi mesteri cím
A levelezési sakkversenyeken nemzetközi levelezési mesteri cím szerezhető , amelyet az ICCF (International Correspondence Chess Federation), a Nemzetközi Levelezési Sakkszövetség ítél oda nemzetközi levelezési sakkversenyeken elért eredmények alapján. Nemzetközi levelezési mester az lehet, aki bejut a világbajnoki döntőbe, vagy az elődöntőben legalább mester-szintű eredményt ér el; a női levelezési világbajnokság 1. helyezettje, a Világkupa sorozat döntőjének 1. helyezettje; akik 2 vagy több alkalommal legalább 24 játszmát alapul véve mester szintű eredményt érnek el nemzetközi levelezési sakkversenyen. 
2014. áprilisban az ICCF 24 aktív magyar nemzetközi levelezési sakkversenyzőt tartott nyilván, akik közül 2-en rendelkeztek nagymesteri, és 4-en nemzetközi levelezési mesteri címmel.
A levelezési sakkversenyeken a nők számára nincs külön női nemzetközi levelezési mesteri cím, de női nemzetközi levelezési nagymesteri címet - a meghatározott feltételek teljesítése esetén - adományoznak.